# Aprostocetus silvarum
Aprostocetus silvarum är en stekelart som beskrevs av Boucek 1988. Aprostocetus silvarum ingår i släktet Aprostocetus och familjen finglanssteklar. Inga underarter finns listade i Catalogue of Life.